# Klášter Fossanova
Klášter Fossanova (resp. opatství) je středověký benediktinský klášter, který se nachází v italské obci Priverno v regionu Lazio, provincie Latina.

## Dějiny kláštera
Na římských základech postavili benediktini roku 529 první románskou stavbu, na niž roku 1135 navázal nový cisterciácký konvent jako filiace savojského kláštera Hautecombe. Stavebním slohem je burgundská gotika.
V opatství 7. března 1274 zemřel sv. Tomáš Akvinský, v pokoji kde se tak stalo, byla zřízena kaple, která je zde dodnes. V kostele je hrob, ale od konce 14. století, kdy byly ostatky přeneseny do dominikánského kláštera v Toulouse, je prázdný.
V současnosti opatství obývají (polští) františkáni-minorité.
Dceřiné kláštery
- Santo Stefano del Bosco (1150)
- Marmosoglio (1167)
- Corazzo (1173)
- Ferraria (1179)
- Santo Spirito di Zannone (1246)